# (500561) 2012 US56
(500561) 2012 US56 es un asteroide perteneciente al cinturón de asteroides, descubierto el 19 de octubre de 2012 por el equipo del Pan-STARRS desde el Observatorio de Haleakala, Hawái, Estados Unidos.

## Designación y nombre
Designado provisionalmente como 2012 US56.

## Características orbitales
2012 US56 está situado a una distancia media del Sol de 3,121 ua, pudiendo alejarse hasta 3,403 ua y acercarse hasta 2,839 ua. Su excentricidad es 0,090 y la inclinación orbital 11,96 grados. Emplea 2014,18 días en completar una órbita alrededor del Sol.

## Características físicas
La magnitud absoluta de 2012 US56 es 16,1. 